# 미스트롯 2 7공주 스페셜
《미스트롯 2 7공주 스페셜》은 2021년 3월 1일부터 2021년 3월 8일까지 TV조선에서 방송된, 내일은 미스트롯 2 초등부의 이야기를 담은 프로그램이다.